# Babarkia
Babarkia (auch: Babarkya, Barbarkia, Barbarkiya, Barbékia, Berbékia, Berbérikya, Berbérkia, Berbérkiya) ist ein Dorf in der Landgemeinde Tirmini in Niger.

## Geographie
Das von einem traditionellen Ortsvorsteher (chef traditionnel) geleitete Dorf befindet sich rund fünf Kilometer südöstlich des Hauptorts Tirmini der gleichnamigen Landgemeinde, die zum Departement Takeita in der Region Zinder gehört. Zu weiteren Siedlungen in der Umgebung von Babarkia zählen Dogonchouri Makata und Garin Rana im Nordosten, Zangon Ismagaïla im Osten sowie Malloumawa Djibril und Mazoza im Südosten.
Es herrscht das Klima der Sahelzone vor, mit einer durchschnittlichen jährlichen Niederschlagsmenge zwischen 300 und 400 mm. Beim Dorf erstreckt sich das 1275 Hektar große Waldschutzgebiet Forêt classée de Babarkia. Die Unterschutzstellung erfolgte am 20. Februar 1942. Das Gebiet wird inzwischen zum Teil ackerbaulich genutzt.

## Geschichte
Ende des 19. Jahrhunderts boten die Märkte von Babarkia und weiteren Dörfern in der Region dem in der Stadt Zinder ansässigen bedeutenden Händler Malan Yaroh jene Handwerksprodukte, Pelze, Tierhäute und Henna, die er für den Transsaharahandel benötigte.
Bei einer Untersuchung im Jahr 1990 wurde beim Befall mit der Saugwürmer-Art Schistosoma haematobium unter den 10- bis 13-Jährigen im Ort eine Prävalenz von 38 Prozent festgestellt.

## Bevölkerung
Bei der Volkszählung 2012 hatte Babarkia 875 Einwohner, die in 161 Haushalten lebten. Bei der Volkszählung 2001 betrug die Einwohnerzahl 599 in 102 Haushalten und bei der Volkszählung 1988 belief sich die Einwohnerzahl auf 691 in 121 Haushalten.
Die Bevölkerungsdichte in diesem Gebiet ist mit über 100 Einwohnern je Quadratkilometer hoch.

## Wirtschaft und Infrastruktur
Das Gebiet der Ebenen im Süden der Region Zinder, in dem die Siedlung liegt, ist von einer anhaltenden Degradation der ackerbaulichen Flächen gekennzeichnet, die mit der hohen Bevölkerungsdichte in Zusammenhang steht. In Babarkia wird ein Wochenmarkt abgehalten. Der Markttag ist Montag. Es gibt eine Schule im Dorf.